# Scotoleon nigrescens
Scotoleon nigrescens is een insect uit de familie van de mierenleeuwen (Myrmeleontidae), die tot de orde netvleugeligen (Neuroptera) behoort. 
Scotoleon nigrescens is voor het eerst wetenschappelijk beschreven door Stange in 1970.